# Леогангские горы
Леогангские горы (нем. Leoganger Steinberge) — горные хребты в Северных Известняковых Альпах и Восточных Альпах. Вместе с Лоферскими горами образуют два близлежащих горных массива, которые вместе определяются как единая подгруппа. Входит в горную систему северных известняковых альп. Расположены в землях Тироля и Зальцбурга.

## Расположение
Леогангские горы отделены от Лоферских которые расположены северо-западнее Леогангских. На юге они граничат с Кицбюльскими альпами, а на юго-западе с Зальцбургскими. На западе они граничат с Кайзеровскими горами а на востоке с Берхтесгаденскими альпами.

## Вершины

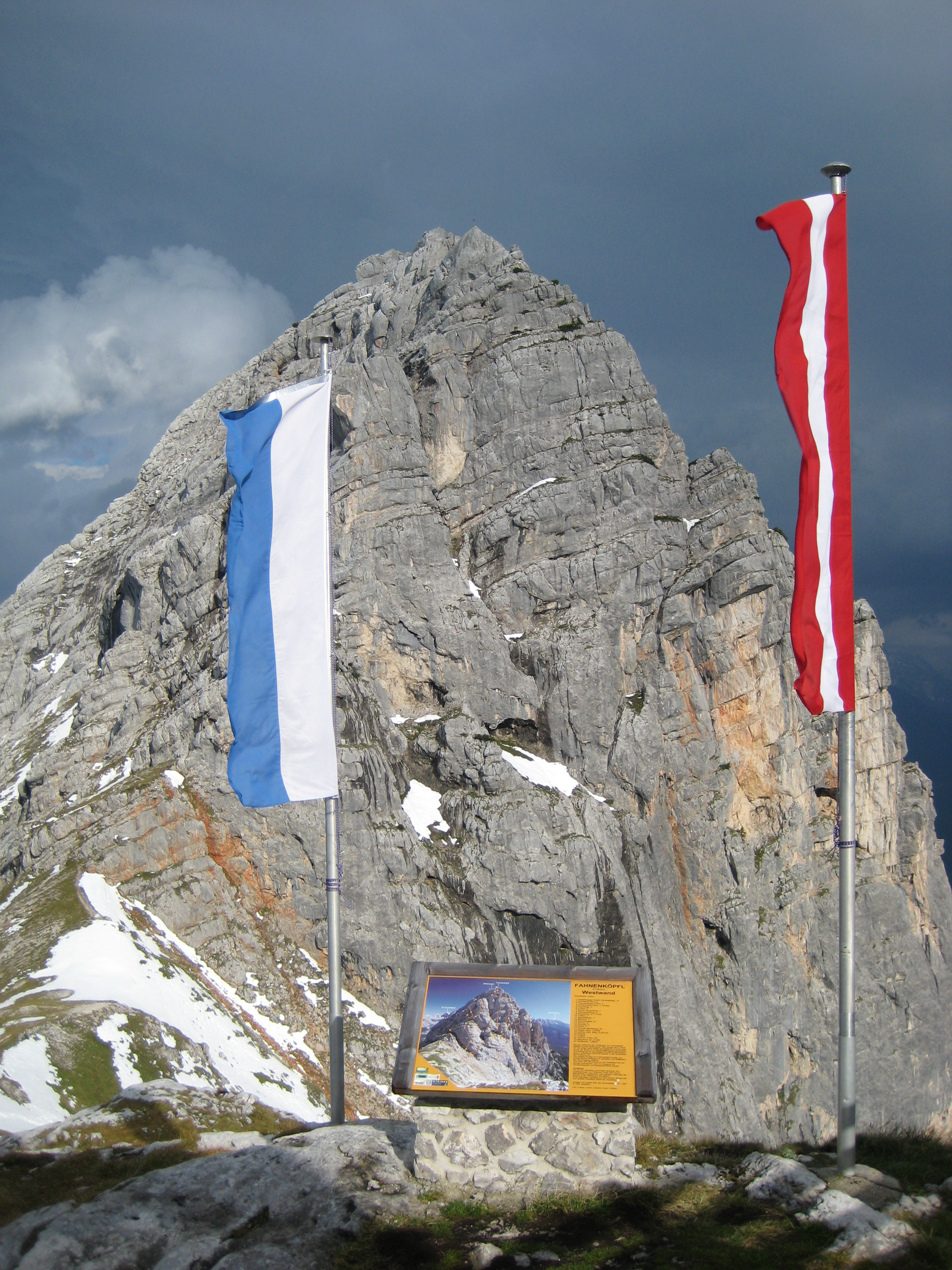
Вид на Фаненкёпфль с хижины Пассауер

| Название            | Высота |
| ------------------- | ------ |
| Бирнхорн            | 2634 м |
| Кюхельхорн          | 2500 м |
| Пассауеркопф        | 2465 м |
| Грайссенер Хохбретт | 2467 м |
| Сигналкопф          | 2462 м |
| Гроссес Ротхорн     | 2442 м |
| Дюрркархорн         | 2280 м |
| Хохцинт             | 2243 м |
| Миттерхорн          | 2206 м |
| Фаненкёпфль         | 2142 м |
| Брандхорн           | 2099 м |

## Туризм

### Хижины альпийских клубов
В Леогангских горах есть всего две хижины. Они принадлежат Немецкому альпийскому клубу (нем. Deutscher Alpenverein), но в основном используются местными австрийцами.
- Лампрехтсофен-Хёленгштетте — 664 метра над уровнем моря, открыто лишь в светлое время суток зимой и летом.
- Хижина Пассауер — 2033 метра над уровнем моря, открыта лишь в летний сезон (с середины июня до конца сентября).

### Горные хижины
- Леттлкасер — 1441 метра на уровнем моря, открыто только летом.